# Ligyra burnsi
Ligyra burnsi är en tvåvingeart som beskrevs av Paramonov 1967. Ligyra burnsi ingår i släktet Ligyra och familjen svävflugor. Inga underarter finns listade i Catalogue of Life.